# 北海郡
北海郡，中國古代的郡。

## 建置沿革

### 漢朝
漢景帝二年（前155年），削膠西國營陵、淳于、平壽、都昌、斟、桑犢六縣置北海郡，治所在营陵县（今山東昌樂縣東南五十里），後屬青州刺史部。
漢武帝時，削膠西國安丘縣，別屬北海郡。元朔二年（前127年），菑川國推恩置劇侯國、平望侯國、平的侯國、劇魁侯國、益都侯國，別屬北海郡。元鼎元年（前116年），城陽國推恩置瓡侯國、東淮侯國，菑川國推恩置陸侯國，別屬北海郡。漢昭帝元鳳三年（前78年），益都侯國除。漢宣帝地節四年（前66年），膠東國推恩置樂望侯國、饒侯國、柳泉侯國，別屬北海郡。五鳳三年（前55年），陸侯國除；又以菑川王劉終古罪，削其益縣、壽光縣入北海郡，益都縣併入益縣，陸縣併入壽光縣。漢元帝永光三年（前41年），膠東國推恩置羊石侯國、石鄉侯國、新城侯國、上鄉侯國，別屬北海郡。漢成帝建始二年（前32年），膠東國推恩置平城侯國、密鄉侯國、樂都侯國，高密國推恩置膠陽侯國、成鄉侯國，別屬北海郡。至此，北海郡領營陵、淳于、平壽、都昌、斟、桑犢、安丘、益、壽光九縣，劇、平望、平的、劇魁、瓡、樂望、饒、柳泉、羊石、石鄉、新城、上鄉、平城、密鄉、樂都、膠陽、成鄉十七侯國。
漢光武帝建武十三年（37年），省菑川、高密、膠東三國，屬縣并入北海郡，省并小縣。建武二十八年（52年），徙封魯王劉興為北海王，改北海郡為北海國。漢和帝永元元年（97年），復置淳于縣。漢安帝永初元年（107年），琅邪國推恩置平昌侯國、朱虛侯國，別屬北海國。後復置壯武、下密二縣。至此，北海國領劇、營陵、平壽、都昌、安丘、淳于、平昌、朱虛、東安平、高密、昌安、夷安、膠東、即墨、壯武、下密、挺、觀陽十八縣（侯國），治劇縣（今山东省壽光市東南三十一里）。漢獻帝建安三年（198年），置城陽郡，北海國淳于、高密、壯武、平昌、夷安、昌安、營陵、朱虛等縣屬之。建安十一年（206年），國除為北海郡。

### 魏晉南北朝
魏文帝黃初三年（222年），進封贊公曹袞為北海王，改北海郡為北海國。黃初四年（223年），降封北海王曹袞為贊王，復為北海郡。魏明帝太和六年（232年），進封陽平縣王曹蕤為北海王，改北海郡為北海國。青龍元年（233年），國除為北海郡。
晉武帝泰始元年（265年），封宗室司馬陵為北海王，改北海郡為北海國。咸寧三年（277年），徙封北海王司馬陵為任城王，省併北海國入齊國。太康四年（283年），立齊王子司馬寔為北海王，分齊國平壽、都昌、膠東、下密四縣復置北海國。晉惠帝太安元年（302年），廢北海王司馬寔，國除為北海郡。
十六國時期，北海郡先後為後趙（323年－350年）、段龕（350年－356年）、前燕（356年－370年）、前秦（370年－384年）、東晉（384年－399年）、南燕（399年－410年）所有，治平壽縣（今山东省潍坊市西南）。 
晉安帝義熙六年（410年），再次收復北海郡，領都昌、膠東、劇、即墨、下密、平壽六縣。宋明帝泰始五年（469年），青州失陷，北海郡入北魏。即墨縣改屬長廣郡。
宋明帝泰始六年（470年），在鬱洲（今江蘇省連雲港市雲台山一帶）僑置青州，其下又僑置北海郡等郡，北海郡領鬱、廣饒、贛榆、膠東、劇、下密、平壽七縣。齊高帝建元中，改鬱縣為都昌縣。東魏孝靜帝武定七年（549年），奪取南梁北海郡，改為東海郡。

### 隋唐
隋文帝開皇三年（583年），廢北海郡，領縣直屬青州。隋煬帝大業三年（607年），改青州為北海郡，領十縣。
| 县名   | 现在地名     | 简介 | 备注 |
| ------ | ------------ | --- | ---- |
| 益都县 |              | 旧置齐郡，开皇初废，大业初置北海郡。有尧山、鋋山。                                                                     |      |
| 临淄县 |              | 北齐废临淄县及东安平县、西安县。开皇十六年又置临淄及时水县。大业初废高阳县、时水县入临淄县。有社山、葵丘、牛山、稷山。 |      |
| 千乘县 |              | 旧置乐安郡，开皇初郡废。                                                                                               |      |
| 博昌县 |              | 旧曰乐安县，开皇十六年改焉。又十八年析置新河县，大业初废入焉。                                                         |      |
| 寿光县 | 山东省寿光市 | 开皇十六年置闾丘县，大业初废入焉。                                                                                     |      |
| 临朐县 |              | 旧曰昌国。开皇六年改为逢山，又置般阳县。大业初改曰临朐县，并废般阳县入。有逢山、沂山、穆陵山、大岘山。有汶水、浯水。   |      |
| 都昌县 |              | 有箕山、阜山、白狼山。                                                                                                 |      |
| 北海县 |              | 旧曰下密县，置北海郡。北齐改郡曰高阳郡，开皇初郡废。十六年分置潍州，大业初州废，县改名焉。                             |      |
| 营丘县 |              | 北齐废，开皇十六年复。有丛角山、女节山。                                                                               |      |
| 下密县 |              | 北魏曰胶东县，北齐废。开皇六年复，改为潍水县。大业初改名焉。有铁山。有溉水。                                           |      |

唐高祖武德二年（619年），改北海郡為青州。唐玄宗天寶元年（742年），改青州為北海郡，領七縣：益都、臨淄、博昌、壽光、千乘、臨朐、北海。唐肅宗乾元元年（758年），復改北海郡為青州。

## 人口
- 漢平帝元始二年（2年），北海郡有127000戶、593159口。[17]
- 漢順帝永和五年（140年），北海國有158641戶、853604口。[4]
- 宋孝武帝大明八年（464年），北海郡有2304戶、13802口。[6]
- 東魏孝靜帝武定中（543年－550年），北海郡有17587戶、46549口。[10]
- 隋煬帝大業五年（609年），北海郡有147845戶。[15]
- 唐玄宗天寶中（742年－755年），北海郡有73148戶、402704口。[16]

## 行政長官

### 北海太守（前148年－9年）
- 朱邑，字仲卿，廬江舒人，漢宣帝地節四年（前66年）離任。[18]
- 張延壽，漢宣帝地節四年（前66年）到元康元年（前65年）在任。[18]
- 陳咸，字子康，沛郡相人，漢成帝時在任。[19]
- 范延壽，字子路，安成人，漢成帝河平二年（前27年）離任。[18]

### 北海太守（23年－52年）
- 處興。[20][21]

### 北海相（52年－206年）
- 董宣，字少平，陳留圉人，漢光武帝時在任。[22]
- 周霸，字翁仲，汝南人。[23]
- 景□，任城人。[24]
- 霍諝，字叔智，魏郡鄴人，漢桓帝時在任。[25]
- 秦周，字平王，陳留平丘人。[26]
- 杜密，字周甫，潁川陽城人。[27]
- 孔融，字文舉，魯國人，漢獻帝初平元年（190年）到興平二年（195年）在任。[28]
- 孙觀。[29]
- 蔣崇，年代不詳[30]。

### 北海太守（233年－265年）
- 王豹，東萊曲城人，魏高貴鄉公甘露三年（258年）追贈。[31]

### 北海太守（302年－356年）
- 王摶，太原晉陽人，晉愍帝建興元年（313年）被殺。[32]

### 北海太守（410年－577年）
- 劉奉伯，平原人，晉、宋之際在任。[33]
- □球，宋武帝永初二年（421年）前後在任。[34]
- 蕭汪之，南蘭陵人，宋文帝元嘉五年（428年）前後在任。[35]
- 申恬，字公休，魏郡魏人，宋文帝元嘉中在任。[36]
- 劉懷民，平原人，宋文帝元嘉末在任。[37]
- 沈正，字元直，吳興武康人，宋孝武帝孝建元年（454年）除，未拜即卒。[38]
- 崔道固，清河人，宋孝武帝大明三年（459年）出任。[39]
- 劉懷恭，平原人，宋明帝泰始二年（466年）在任。[13]
- 劉善明，平原人，宋明帝泰始二年（466年）出任。[13]
- 崔光伯，清河東武城人，北魏孝明帝時在任。[40]
- 徐獻伯，樂安博昌人，北魏孝莊帝時在任。[41]
- 辛珍之，隴西狄道人，東魏孝靜帝武定三年（545年）出任。[42]
- 李普濟，趙郡平棘人，東魏孝靜帝武定中在任。[43]
- 逢民，北海下密人。[44]

### 北海郡太守（742年－758年）
- 竇誡盈，河南洛陽人，唐玄宗天寶初在任。[45]
- 李邕，唐玄宗天寶四載（745年）至六載（747年）在任。[45]
- 李力牧，唐玄宗天寶九載（750年）至十載（751年）在任。[45]
- 趙居貞，唐玄宗天寶十一載（752年）前後在任。[45]
- 賀蘭進明，唐玄宗天寶十五載（756年）在任。[45]
- 鄧景山，唐肅宗至德元載（756年）至二載（757年）以青密節度使兼任。[45]